# Елько Микола
Микола Тома Елько (англ. Nicholas Thomas Elko; 14 грудня 1909, Донора, Пенсільванія, США — 18 травня 1991, Цинциннаті, Огайо) — католицький єпископ, закарпатський церковний і громадський діяч в США; ректор духовної семінарії в Пітсбурзі, з 1955 року — титулярний єпископ Аполлонії і Апостольський екзарх Пітсбурзького екзархату; капелан греко-католицьких вояків у збройних силах США.

## Життєпис
В 1930 році закінчив Дюкейнський університет, Піттсбург, Пенсільванія, вивчав богослов'я в Ужгородській духовній семінарії та Левенському католицькому університеті (Бельгія). Висвячений на священника 30 вересня 1934 року єпископом Василем Такачем. Служив на парафіях Піттсбурга, від 1946 — у м. Клівленд, Огайо: декан, консультор, генеральний вікарій. Від 1952 — у селищі Мунголл, Пенсильванія: ректор Семінарії Святих Кирила і Методія, від 1954 — парох собору Святого Івана Хрестителя.
5 лютого 1955 року призначений апостольським екзархом Піттсбурзького екзархату. 6 березня 1955 прийняв єпископські свячення з рук кардинала Ежена Тіссерана у базиліці Святого Петра в Римі. На посаді титулярного єпископа Аполлонії та екзарха дозволив вживати англійську мову у Літургії (1959), заснував тижневик «The Byzantine Catholic World» (1956), сприяв будівництву і відновленню шкіл, створенню нових парафій, зокрема у містечках Ван-Нойз (1956), Фонтана і Сан-Дієґо (обидві — 1958; усі в штаті Каліфорнія), Анкоридж (штат Аляска, 1957). У 1963—1967 — єпископ Піттсбурзької єпархії. Як консультор Конгрегації Східних Церков брав участь у Другому Ватиканському соборі (1962—1965), на якому папа Павло VI проголосив декрет «Orientalium Ecclesiarum», визнавши право Східних Церков послуговуватися власними обрядами та мовою. Від грудня 1967 року — в Римі, де підвищений до сану архієпископа і призначений прелатом для греко-католиків, головою екуменічно-літургійної комісії, титулярним архієпископом Дарським. Упродовж 1971—1985 років — єпископ Римо-католицької архідієцезії у Цинциннаті.
Автор історичного роману «White Heat Over Red Fire» (опублікований 1994) про молодого греко-католицького священника у повоєнній Австрії.